# August Boeckh (Mediziner)

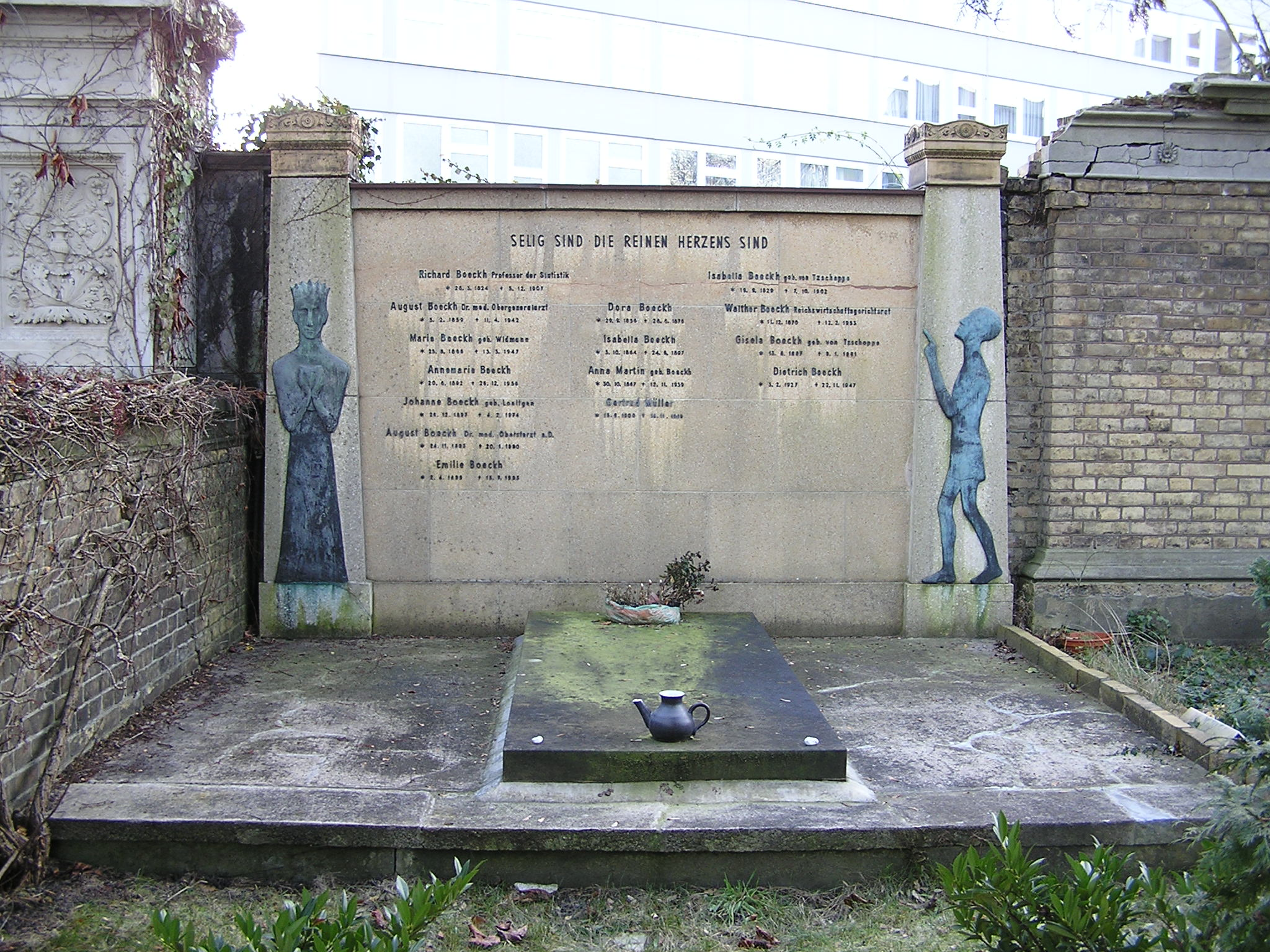
Familiengrab Boeckh, Luisenfriedhof II, Berlin

Ernst Martin August Boeckh (* 5. Februar 1859 in Potsdam; † 11. April 1942 in Berlin) war ein deutscher Sanitätsoffizier.

## Leben

### Herkunft
August Boeckh war ein Sohn des Regierungsassessors Richard Boeckh und Isabelle Charlotte Wilhelmine von Tzschoppe (1829–1902). Sein Großvater war der bekannte Philologe August Boeckh.

### Ausbildung
Wie Ernst Krause und Paul Dammann studierte er vom 20. November 1878 bis 30. September 1882 an der Medizinisch-Chirurgischen Akademie für das Militär in Berlin. 1878 wurde er Mitglied des Pépinière-Corps Franconia. Am 7. August 1882 wurde er an der Friedrich-Wilhelms-Universität zu Berlin zum Dr. med. promoviert.

### Militärkarriere
Am 26. Januar 1884 wurde er zum Assistenzarzt II. Klasse befördert, wurde Anfang 1887 beim Feldartillerie-Regiment 14 zum Assistenzarzt I. Klasse. Im August 1889 ging er von hier als Stabs- und Bataillonsarzt zum 2. Bataillon des Infanterie-Regiments 115. 1902 erhielt er als Oberstabsarzt und Regimentsarzt des Garde-Füsilier-Regiments (Berlin) den Roten Adlerorden 4. Klasse und 1911 die 3. Klasse mit der Schleife des Ordens. Er wurde als Generaloberarzt (Beförderung am 18. Mai 1905) Divisionsarzt der 21. Division in Frankfurt am Main. Am 9. August 1910 wurde er zum Obergeneralarzt befördert und war Korpsarzt des XVI. Armee-Korps in Metz. 1914 erhielt er in dieser Position den Königlichen Kronen-Orden 2. Klasse und 1915 den Bayerischen Militärverdienstorden zweiter Klasse verliehen.

### Familie
Ab 17. September 1887 war er mit Marie Emilie Widmann (1866–1947) verheiratet. Sie hatten u. a. folgende Kinder:
- Karl August Rudolph Georg Matthäus (1893–1990), später Oberstarzt
- Dorothea Henriette Emilie (1899–1993)